# Hirzkarseelein
Hirzkarseelein är en sjö i Österrike.   Den ligger i förbundslandet Oberösterreich, i den centrala delen av landet, 210 km väster om huvudstaden Wien. Hirzkarseelein ligger 1 985 meter över havet.